# John Padovano
John Padovano, född 27 november 1916 i Wisconsin i USA, död 27 november 1973 i Los Angeles County i Kalifornien i USA, var en amerikansk skådespelare och filmproducent. Han var sedan 1953 gift med skådespelaren Ulla Andreasson.

## Filmografi (urval)
- 1956 – Den dödes skugga